# Oestranthrax arabicus
Oestranthrax arabicus är en tvåvingeart som beskrevs av Paramonov 1931. Oestranthrax arabicus ingår i släktet Oestranthrax och familjen svävflugor. Inga underarter finns listade i Catalogue of Life.